# Scott Moir

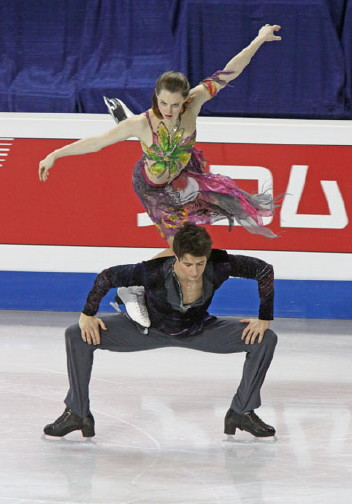
Virtueová a Moir během programu Dark Side of the Moon na Mistrovství čtyř kontinentů 2009

Scott Moir (* 2. září 1987 Londýn, Ontario) je kanadský krasobruslař soutěžící v kategorii tanečních párů. Jeho partnerkou je Tessa Virtueová. Je olympijským vítězem ze Zimních olympijských her 2010 ve Vancouveru, stříbrným medailistou ze Zimních olympijských her 2014 v Soči a znovu olympijským vítězem ze Zimních olympijských her 2018 v Pchjongčchangu. Je také trojnásobným mistrem světa pro roky 2010, 2012 a 2017, stříbrným medailistou z roku 2008, 2011 a 2013, vítězem Mistrovství čtyř kontinentů pro rok 2008, 2012 a 2017, juniorským mistrem světa v roce 2006 a osminásobným mistrem Kanady v letech 2008–2018.
Společně s Virtueovou se stali prvním tanečním párem vůbec, který získal známku 10,0 bodů v rámci nové klasifikace hodnocení ISU. K dubnu 2012 drželi v bodovém hodnocení originálních tanců světový rekord.

## Osobní život
Narodil se v ontarijské obci London a vyrostl v Ildertonu. Nyní je trenérem v kanadském Londýně (Ontario). 
Pochází z krasobruslařské rodiny. Je mladším bratrem krasobruslařů Dannyho Moira a Charlieho Moira. Jeho sestřenice Sheri Moirová a Cara Moirová soutěžily za tým NEXXICE na mistrovství světa v synchronizovaných tancích 2007. Matka je trenérka krasobruslení.
Společnou taneční dvojici s Virtueovou vytvořil již v žákovské kategorii v roce 1997.

## Hudba k programům
| Sezóna    | Originální tanec                                                                                  | Volný tanec | Exhibice                                                                                              |
| --------- | ------------------------------------------------------------------------------------------------- | --- | --- |
| 2009-2010 | Farrucas skladatel Pepe Romero                                                                    | Symfonie č. 5 skladatel Gustav Mahler aranžmá Ryner Stoetzer                                                     | Everybody Dance Now skladatel C & C Music Factory Jack and Diane skladatel John Mellencamp            |
| 2008-2009 | Won't You Charleston with Me? skladatelé The Boyfriend                                            | The Great Gig in the Sky Money provedení Pink Floyd                                                              | Jack and Diane skladatel John Mellencamp                                                              |
| 2007-2008 | Oči čornyje ruská lidová                                                                          | Umbrellas of Cherbourg provedení Michel Legrand                                                                  | I Could Have Danced All Night provedení Jamie Cullum Dare You To Move provedení Switchfoot            |
| 2006-2007 | Assassination Tango Building the Bullet skladatel Luis Bacalov                                    | Valse Triste skladatel Jean Sibelius                                                                             | Black Magic Woman provedení Santana Tennessee Waltz skladatelé Holly Cole Trio                        |
| 2005-2006 | Beautiful Maria skladatel The Mambo Kings Do You Only Wanna Dance skladatel Julio Daviel Big Band | Malaguena skladatel Raul Di Blasio                                                                               | No Me Ames interpreti Jennifer Lopez & Marc Anthony Everybody Dance Now skladatel C & C Music Factory |
| 2004-2005 | Call Me Irresponsible skladatel Bobby Darin Puttin On The Ritz                                    | Adios Nonino skladatel Astor Piazzolla                                                                           | Everybody Dance Now skladatel C & C Music Factory                                                     |
| 2003-2004 | Tears On My Pillow skladatel Little Anthony Tutti Frutti skladatel Little Richard                 | Ruská směs skladatel Johann Christian Bach                                                                       | Tears On My Pillow by Little Anthony Tutti Frutti skladatel Little Richard                            |
| 2002-2003 | Les Poissons Concerto Sopra Motivi dell'Opera skladatel Johann Christian Bach                     | Magaienha skladatel Sergio Mendes Eres Todo En Mi skladatelka Ana Gabriel Tres Deseos interpretka Gloria Estefan | |

## Statistika výsledků
(společně s partnerkou Virtueovou)

### Od roku 2006

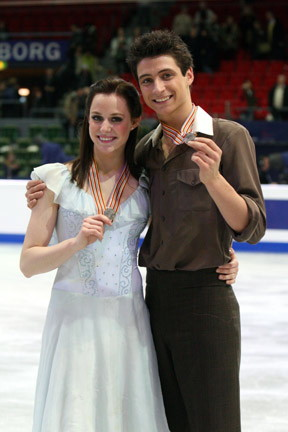
Virtueová a Moir stříbrní medailisté na mistrovství světa 2008.

| Událost                     | 2006–2007 | 2007–2008 | 2008–2009 | 2009–2010 |
| --------------------------- | --------- | --------- | --------- | --------- |
| Olympijské hry              |           |           |           | 1.        |
| Mistrovství světa           | 6.        | 2.        | 3.        | 1.        |
| Mistrovství čtyř kontinentů | 3.        | 1.        | 2.        |           |
| Mistrovství Kanady          | 2.        | 1.        | 1.        | 1.        |
| Finále Grand Prix           |           | 4.        |           | 2.        |
| Kanadská brusle             | 2.        | 1.        |           | 1.        |
| Trophee Eric Bompard        | 4.        |           |           | 1.        |
| NHK Trophy                  |           | 2.        |           |           |

### Před rokem 2006
| Událost                          | 2001–2002 | 2002–2003 | 2003–2004 | 2004–2005 | 2005–2006 |
| -------------------------------- | --------- | --------- | --------- | --------- | --------- |
| Mistrovství čtyř kontinentů      |           |           |           |           | 3.        |
| Mistrovství světa juniorů        |           |           | 11.       | 2.        | 1.        |
| Mistrovství Kanady               | 3. N.     | 7. J.     | 1. J.     | 4.        | 3.        |
| Juniorská Grand Prix, Finále     |           |           |           | 2.        | 1.        |
| Juniorská Grand Prix, Kanada     |           |           |           |           | 1.        |
| Juniorská Grand Prix, Andorra    |           |           |           |           | 1.        |
| Juniorská Grand Prix, Čína       |           |           |           | 1.        |           |
| Juniorská Grand Prix, Francie    |           |           |           | 2.        |           |
| Juniorská Grand Prix, Chorvatsko |           |           | 4.        |           |           |
| Juniorská Grand Prix, Slovensko  |           |           | 6.        |           |           |
| NACS Thornhill                   |           |           | 1. J.     |           |           |
| Western Ontario Sectionals       |           | 1. J.     | 1. J.     | 1.        |           |

*N – úroveň začátečníků ; J – juniorská úroveň